# Julien Noël Costantin
Julien Noël Costantin (París, 16 de agosto de 1857 - † ibíd. 17 de noviembre de 1936 ) fue un botánico y micólogo francés.
Después de estudiar en la École Polytechnique y en la Escuela Normal Superior de París, elige estudiar en un segundo establecimiento. Obtiene su licencia de matemática y de física en 1879, y deviene preparador en 1880; logrando en 1881 su licencatura en historia natural, y luego el doctorado en 1883 con la tesis Étude comparée des tiges aériennes et souterraines des dicotylédones.
En 1883 es profesor auxiliar, en Burdeos, mas viene a París en los años siguientes donde, gracias a su cuñado, Philippe Van Tieghem (1839-1914), entra como naturalista auxiliar en el Museo Nacional de Historia Natural de Francia, en botánica.
En 1887, obtiene un puesto de maestro de conferencias de botánica en la Escuela Normal Superior.
En 1901, reemplaza a Marie Maxime Cornu (1843-1901) en el puesto de cultura del Museo. Paralelamente a esas funciones, enseña en la Escuela Nacional de Horticultura de Versailles, y en la Escuela Superior Colonial de Nogent-sur-Marne.
En 1912 lo designan miembro de la Académie des sciences.
En 1919, reemplaza a Van Tieghem en la cátedra de botánica del Museo.

## Algunas publicaciones
- Atlas en couleurs des orchidées cultivées (E. Orlhac, París)
- Les Mucédinées simples. Histoire, classification, culture et rôle des champignons inférieurs dans les maladies des végétaux et des animaux (P. Klincksieck, París, 1888)
- Nouvelle flore des champignons, pour la détermination facile de toutes les espèces de France et de la plupart des espèces européennes (Paul Dupont, París, 1891, reeditado en 1895, 1904, 1967 y 1997) — En la serie Nouvelle Flore de Gaston Bonnier (1851-1922) y de Georges de Layens (1834-1897)
- Atlas des champignons comestibles et vénéneux (Paul Dupont, París, 1895)
- Con Léon Marie Dufour (1862-1942), Petite flore des champignons comestibles et vénéneux, pour la détermination rapide des principales espèces de France (Paul Dupont, París, 1895)
- Les végétaux et les milieux cosmiques (F. Alcan, París, 1898)
- Le Mythe du chêne marin (E. Leroux, París, 1899)
- La nature tropicale (F. Alcan, París, 1899)
- L'Hérédité acquise, ses conséquences horticoles, agricoles et médicales ( Durand, Chartres, 1901)
- Le transformisme appliqué à l'agriculture (F. Alcan, París, 1906)
- La Vie des orchidées (Flammarion, París, 1917)
- Éléments de botanique com Philippe Van Tieghem (1839-1914) (Masson, Paris, 1918)
- Atlas des orchidées cultivées ( París, 1927)

## Honores

### Eponimia
- Costantinella Matr., 1892
- Ascobolus costantinii Rolland, 1888
- Cephalosporium costantinii F.E.V.Sm., 1924
- Cryptococcus costantinii Guég., 1904
- Cynanchum costantinianum Tsiang, 1939 sin. Tylophora costantiniana (Tsiang) M.G.Gilbert, W.D.Stevens & P.T.Li, 1995
- Hoya costantinii P.T.Li, 1984, nom. nov.
- Gravisia costantinii Mez, 1916 sin. Aechmea costantinii (Mez) L.B.Sm., 1970
- Kalanchoe costantini Raym.-Hamet, 1907[1] sin. Kalanchoe beauverdii Raym.-Hamet, 1907
- Penicillium costantinii Bainier, 1906
- Sclerotium costantinii É.E.Foëx & Rosella, 1937
- Sedum costantinii Raym.-Hamet, 1909

## Fuente
- Jaussaud, P.; É.R. Brygoo, Del Jardín al Museo en 516 biografías, Museo Nacional de Historia Natural de Francia, 2004, 630 pp.

- La abreviatura «Costantin» se emplea para indicar a Julien Noël Costantin como autoridad en la descripción y clasificación científica de los vegetales.[2]